# Вајлен унтер ден Ринен
Вајлен унтер ден Ринен (њем. Weilen unter den Rinnen) општина је у њемачкој савезној држави Баден-Виртемберг. Једно је од 25 општинских средишта округа Цолерналб. Према процјени из 2010. у општини је живјело 631 становника. Посједује регионалну шифру (AGS) 8417071.

## Географски и демографски подаци
Вајлен унтер ден Ринен се налази у савезној држави Баден-Виртемберг у округу Цолерналб. Општина се налази на надморској висини од 707 метара. Површина општине износи 3,1 km². У самом мјесту је, према процјени из 2010. године, живјело 631 становника. Просјечна густина становништва износи 205 становника/km².